# Schönstraße (Berlin)
Die Schönstraße ist eine Straße im Berliner Ortsteil Weißensee des Bezirks Pankow. Sie trägt diesen Namen seit 1884.

## Namensherkunft
Sie wurde nach dem Unternehmer und Bodenspekulanten Gustav Adolf Schön benannt. Der sich insbesondere um die Entwicklung und den Ausbau von Weißensee in der Gründerzeit verdient gemacht hat. Die Hamburger Unternehmerfamilie Schön, insbesondere seine Schwägerin Albertine Amalie Schön, die Cousine Amalie Schön sowie der Bankier Friedrich Martin von Magnus (1796–1869) unterstützten Gustav Adolf Schön seine wirtschaftlichen Aktivitäten finanzieren. 1872 kaufte er das Rittergut Weißensee. Zwischen 1872 und 1874 wurde das Land parzelliert die meisten Grundstücke wurden verkauft. Mit Hermann Roelcke (1832–1896), Ernst Gäbler und dem Bankhaus Busse & Co. gründete Schön eine Baugesellschaft. 1874 zog er nach Paris und gründete zuvor die „Weißensee Actien-Gesellschaft“. Er verkaufte die restlichen Grundstücke und zog aus dem eingesetzten Kapital beträchtlichen Gewinn. Nicht nur als Mitglied des Preußischen Abgeordnetenhauses nahm er Einfluss auf die Namenswahl der Straßen, was Ende des 19. Jahrhunderts durchaus üblich war. Mehrere Straßen in dem auf vormaligen Gutsgelände angelegten und 1880 als Landgemeinde im Niederbarnimschen Kreis ausgeführten Neu-Weißensee erhielten ebenfalls den Namen nach Familienmitgliedern oder Partner von Schön.
Die Beschreibung im Adressbuch 1940 zum Namensgeber lautet: „Schön, ein Hamburger Großkaufmann, erstand das Rittergut Weißensee 1872, entriß es seiner landwirtschaftlichen Bestimmung und stellte es in die Interessen der Spekulation für Häuser
uns Wohnungsbau.“

## Lage
Die Schönstraße liegt zwischen Mirbachplatz und Rennbahnstraße am Pasedagplatz. Die Straße hat eine Länge von 1070 Meter und ist auf eine Breite des Straßenlands durchgehend 19 Meter angelegt, die Breite zwischen den Grundstückgrenzen (nach dem Plan 4323 von 1928) beträgt 28 Meter. Der Wechsel in der Entwicklungsgeschichte der Straße ist an einem Knick an der Kreizung mit der Großen Seestraße erkennbar. Der Straßenlauf von Süden führt scheinbar gegen einen eingeschossigen Klinkerbau. Die Straßenachse ist 15 Meter westlicher versetzt und der weitere Lauf der Schönstraße zur Rennbahnstraße ist um fast 30° nach West verdreht.
Die Schönstraße liegt seit Planung und Anlegen nach Nordost nahezu parallel zur westlicheren Roelckestraße. Die östlicher gelegene Parkstraße ist die parallele Verbindung von der Berliner Allee ab nähert sich aber nach Norden zu der Schönstraße auf die Breite des Pasedagplatzes.
Auf dem Situationsplan von Berlin mit dem Weichbilde (1882) ist ein Straßenlauf in der Trasse der Schönstraße noch unbenannt und führt vom Cuxhavener Platz bis zur Großen Seestraße, die ihrerseits nur bis Parkstraße benannt ist. Bebaut ist zu diesem Zeitpunkt lediglich ein Grundstück nahe dem Mirbachplatz (damals Cuxhavener Platz). Die südlicher, näher zur Weichbildgrenze Berlins liegenden Straßen von Neu-Weißensee tragen auf dieser Karte bereits ihre Namen.
Bevor die Bezeichnung Schönstraße auf den bestehenden Straßenlauf angewandt wurde, war der Abschnitt der Gäblerstraße zwischen Cuxhavener Platz und Rölckestraße mit Schönstraße bezeichnet. Die Gäblerstraße wurde zwischen Anton- und Cuxhavener Platz im Herbst 1875 öffentlich erklärt und 1876 über den Platz verlängert, indem die dort bestehende Schönstraße einbezogen wurde.
Die Landgemeinde Neu-Weißensee endete vor dem Zusammenschluss 1905 an der Rennbahnstraße. Jenseits war ein Straßenraster parallel gekreuzt zur Rennbahnstraße auf Karten angegeben, wobei die Schönstraße eine Fortsetzung gefunden hätte. Offensichtlich ließ der Bauboom nach und in Richtung zu den Rieselfeldern fanden sich keine Grundstückkäufer. Vielmehr siedelte sich seit 1908 mit der Industriebahn und dem „Industriebahnhof Weißensee“ nach und nach Gewerbe an. Eine Fortsetzung der Schönstraße über die Rennbahnstraße vom Pasedagplatz an den Güterbahnhof Weißensee (Westseite) und weiter nach Norden zur Roelckestraße entstand und wurde als Verlängerte Schönstraße bezeichnet. Als Straße blieb diese zunächst unbebaut. Es siedelten sich zögerlich Industrieunternehmen an und 1927 erhielt sie den Namen An der Industriebahn.
Durch die Schönstraße fuhr von 1914 bis 1945 die Straßenbahn von der Rennbahnstraße zum Mirbachplatz (weiter Pistoriusstraße, Hamburger Platz, Gustav-Adolf-Straße). Die eingleisige Strecke aus der Rennbahnstraße (dort in Mittellage) kommend, lag im nördlichen Straßenteil an der Ostseite, hatte eine Ausweichstelle an der Großen Seestraße und wechselte auf die westliche Straßenseite. In Höhe Schönstraße 5 und 90 begann die zweigleisige Fortsetzung über den Nordwesten des Mirbachplatzes zur Pistoriusstraße weiter. 1945 wurden in der Schönstraße zerschossene und beschädigte Straßenbahnwagen abgestellt.

## Nummerierung
Die Zählung der Grundstücke in Hufeisennummerierung beginnt am Mirbachplatz an der Südostecke mit der Nummer 1 und führt an dieser Seite bis 50 an der Rennbahnstraße. Die Querstraßen liegen dabei: Paul-Österreich-Straße (17, 18), Amalienstraße (28, 29), Blechenstraße (33, 34), Große Seestraße (40, 41). Die Rückzählung von Nummer 51 bis 91 adressiert die Nordwestseite. An der Großen Seestraße stehen die Blöcke 58a–58c (direkt an der Querstraße jedoch Große Seestraße 108a–108d), die Zählung wird mit 59 zur Ecke Amalienstraße mit der Nummer 70a fortgeführt. Es folgen der Friedhof Weißensee (75) und die Park-Klinik Weißensee (80) sowie die Poliklinik (vormals Krankenhaus Schönstraße) mit der Nummer 90, die dahinter liegende Erste-Hilfe-Aufnahme als Grundstück 91. Am Norden des Mirbachplatzes schließt der Neubau auf Schönstraße 97 unmittelbar an Gäblerstraße 2 an.
Im Jahr 1894 ist im Adressbuch die Schönstraße mit der fortlaufenden Nummerierung „1 a.Cuxhavener Platz“, „zw. 56 und 57 Amalienstraße“ und „97 a.Cuxhavener Platz“ aufgenommen. 1900 sind folgende Änderungen im Adressbuch angegeben: Grundstücke 2–6 und 9–10 bebaut mit Sechsparteienmietshäuser, 51–60: Kirchhof der Gemeinde Neu-Weißensee (gehört zu Roelckestraße 47–51), das Krankenhaus und der Pferdemarkt bestehen weiter, 71–73 ist der Neubau des Krankenhauses vom Vaterländischen Frauenverein, 77 ist geteilt mit der Baustelle 77a von Schlossermeister Röstel, auf Nummer 12 befindet sich eine Gärtnerei des Bauvereins Weißensee in Liquidation, letzterem gehören auch die Baustellen auf den Grundstücken 7/8, 11, 13–50.

## Anliegende Grundstücke
- Nr. 71–78: Städtischer Friedhof Weißensee
- Nr. 80: Park-Klinik Weißensee

Die Schönstraße blieb längere Zeit in der Bebauung auf den südlichen Abschnitt begrenzt einschließlich Krankenhaus, Pferdemarkt und Friedhof. 1900 war eine Bebauung durch den Bauverein Weißensee geplant. Die Trassierung einer Weiterführung im Norden über die Rennbahnstraße und die Grenze von Neu-Weißensee hinweg ist im Großen Verkehrs-Plan für Berlin und seine Vororte von 1900 aufgenommen. Der Bauverein ging in Liquidation und das Wohnungsbauprojekt entfiel. Mit der Vereinigung des Dorfs Weißensee mit Neu-Weißensee im Jahr 1905 sollte auch das Stadtrecht beantragt werden und es waren dafür eine erweiterte kommunale Ausstattung nötig. Das Amtsgerichtsgefängnis wurde 1902 von den Architekten Carl Tesenwitz und Erich & Friedrich Möckel entworfen und 1905 fertiggestellt. Der Bau ist in der Berliner Denkmalliste als Baudenkmal aufgenommen. Der Städtische Friedhof Weißensee von der Roelckestraße mit seiner Rückseite an der Schönstraße 71/78 ist als Gartendenkmal eingetragen. Die Friedhofsmauer an der Schönstraße wurde 2014 saniert. Gartendenkmal ist gleichfalls die Parkanlage Kreuzpfuhl mit Uferterrasse, die Carl James Bühring 1910 im Auftrag der Gemeindeverwaltung entworfen und ausgeführt hat.
Die weitere Bebauung der Schönstraße erfolgte auf der freien Fläche an die Amalienstraße mit dem Holländerviertel. Dieses Quartier mit Klinkerbauten und versetzten Hausfassaden im Karree zwischen Schönstraße und Woelckpromenade besitzt einen Holländer-Stil. Die Wohnblockbebauung mit Sechsparteienhäuser geschah im Rahmen der Schaffung des Munizipialviertels als Weißenseer Stadtzentrum, das denkmalgeschützte Ensemble wurde zwischen 1907 und 1938 erbaut. Das Karree mit den Holländerhäusern der Pankower Heimstätten GmbH wurde 1925–1929 erbaut und umfasst Woelckpromenade 25–35, Amalienstraße 20–22, Schönstraße 16–28 sowie Paul-Oestreich-Straße 5–8. Nach Besitzerwechsel auf die Gemeinnützige Siedlungs- und Wohnungsbau Ges.m.b.H. wurden Mitte der 1930er Jahre die dreigeschossigen Wohnhäuser (29–40) nördlich der Amalienstraße über die Blechenstraße zur Großen Seestraße an der Ostseite der Straße erbaut. Auf der Westseite und im Straßenteil zur Rennbahnstraße wurden nur einzelne Grundstücke bebaut.
Die Bebauung im Jahr 1939 (nach dem Adressbuch von 1940) beginnt am Mirbachplatz mit der Schönstraße 1 einem Mietshaus des Bäckermeisters G. Gutenmorgen mit 20 Mietern. Es folgen mit Nummer 2–6 private Mehrfamilien-Mietshäuser, nach einem kleineren Wohnhaus (7) liegt der Eingang zum Park und das Grundstück 8 existiert nicht. Weitere private Mietshäuser sind Nr. 9, 10 und 11/15, der Gemeinnützigen Siedlungs- u. Wohnungsbau G.Bln.m.b.H. (in NO 55) gehören die dreigeschossigen Wohnhäuser 16–40 (darunter befinden sich die Gebäude des Holländerkarrè. Zwischen 17 und 18 bindet Am Realgymnasium (→ Paul-Oestreich-Straße), zwischen 28 und 29 kreuzt die Amalienstraße und zwischen 33 und 34 mündet die Blechenstraße. Das Grundstück 37 existiert nicht, es stehen die Achtparteienhäuser 37a–37k um einen quadratischen Platz von der Straße ab. Das Haus 40 steht Ecke Große Seestraße an deren Nordseite befindet sich das Amtsgericht auf Schönstraße 41/42 (gehört zu Parkstraße 71). Die weiteren Grundstücke 43–48 sind unbebaut, zur Rennbahnstraße stehen zwei Genossenschaftshäuser (acht Haushaltsvorstände, Allgem. Wohnungsverein e.G.m.b.H. aus SW 63 Wilhelmstr.ll3) als Nummer 49 und 50.

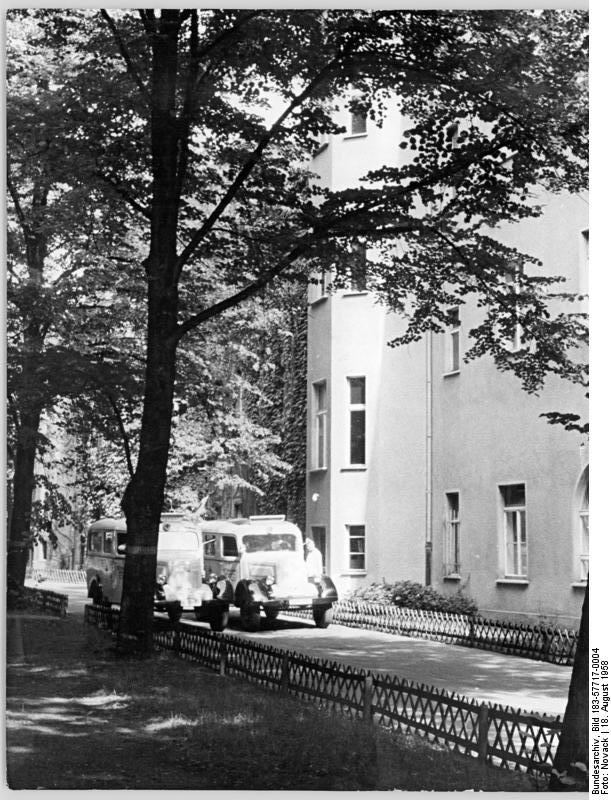
Städtisches Krankenhaus, 1958

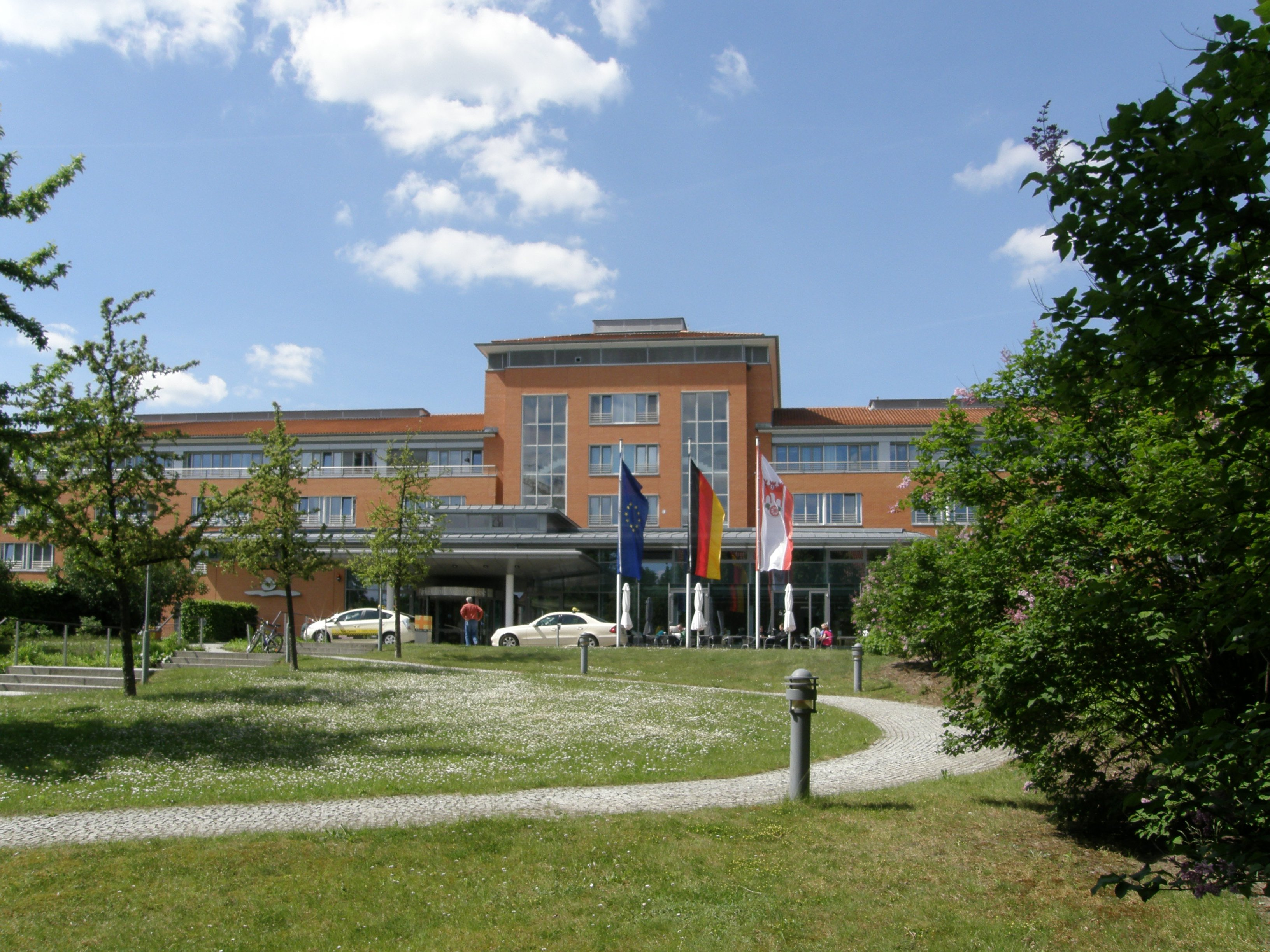
Park-Klinik Weißensee, 2012

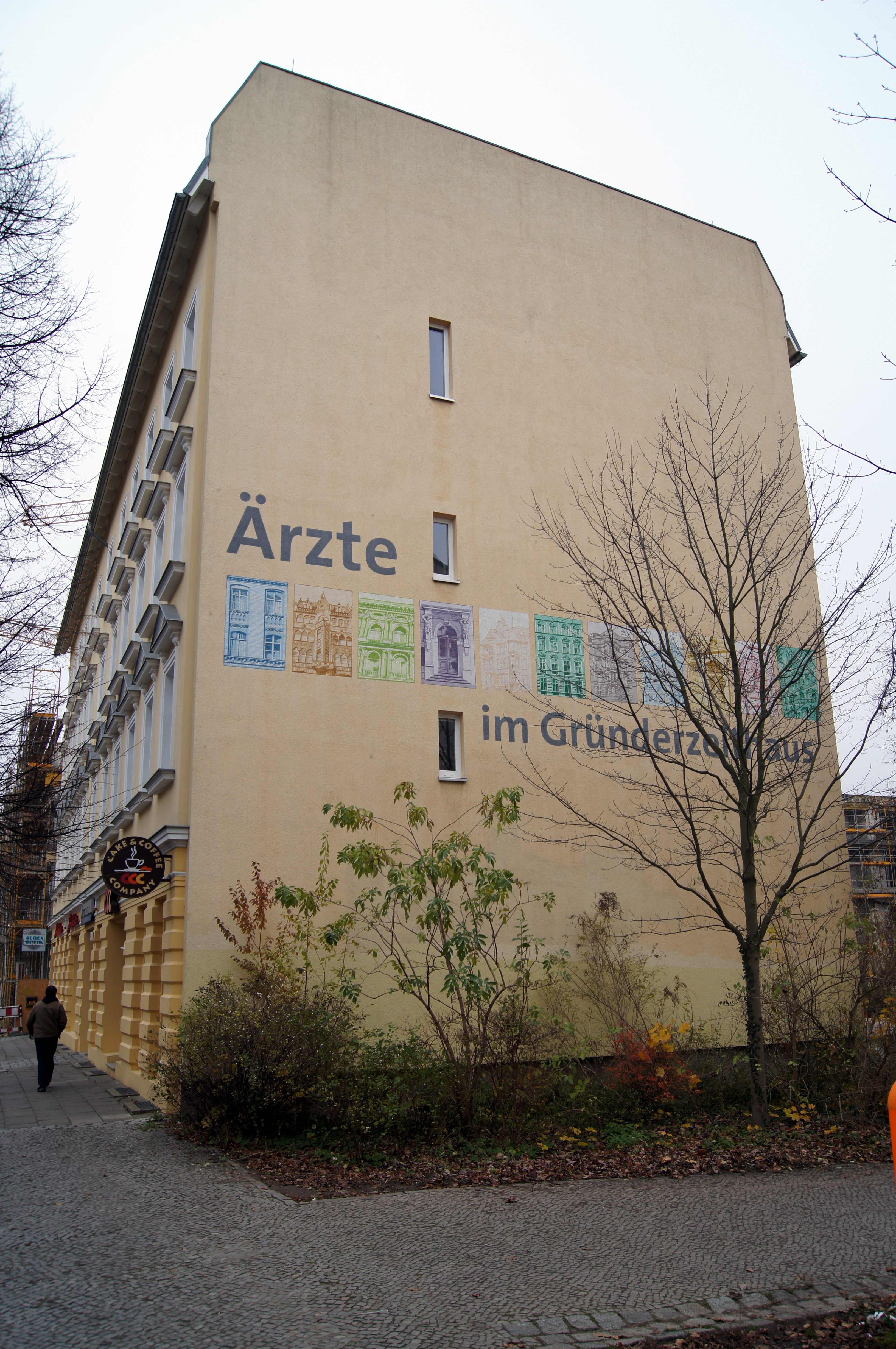
Nr. 9: Ärzte im Gründerviertel

An der westlichen Straßenseite südlich von Pasedagplatz und Rennbahnstraße stehen die dreigeschossigen Mietshäuser 51 und 51a. Während 52 unbebaut ist folgen (53, 54) zwei Siedlungshäuser (mit einem Haushaltsvorstand) und wiederum unbebaute Grundstücke (55–58c). Nach der kreuzenden Großen Seestraße steht ein Eckhaus Schönstraße 59/Große Seestraße 23/24. Ein Einzelwohnhaus (Kaufmann H.Plettner aus Spandau) auf Nummer 60 schließt die Bebauung vor der Freifläche 61–67, 69, 70 unterbrochen durch das Achtfamilienmietshaus (mit Dachgeschoss) Schönstraße 68. Der Friedhof von der Amalienstraße an bedeckt 71–77 (zu Roelckestraße 48–51), der Pferdemarkt ist 1940 noch eingetragen auf dem Grundstück der Stadt Berlin (78–84), auf Grundstück 85/86 der Stadt Berlin stehen sieben Baracken (drei sind 1939 unbewohnt, sie stehen parallel zur Straße in die Grundstückstiefe). Das Städtische Krankenhaus Berlin-Weißensee stand auf dem städtischen Grundstück (87–90). Schließlich befinden sich Wohn- und Mietshäuser auf Schönstraße 91–97. Die Grundstückstiefe liegt bei 90 Meter abnehmend bis 30 Meter, so befinden sich Nebengebäude im hinteren Teil, und auf Nummer 95 eine Kohlenhandlung. Das Wohnhaus auf Grundstück 97 hat einen Nebenflügel an der Gäblerstraße 2.
In den 1950er Jahren existierte diese Bebauungssituation von 1939 noch, ausgenommen das zerstörte Wohnhaus Schönstraße 97 am Mirbachplatz. Die bestehenden Baulücken jenseits der Amalienstraße wurden um 1960 mit viergeschossigen Wohnhäusern geschlossen. Die Lücken wurden von verschiedenen Arbeiterwohnungsbaugenossenschaften (AWG) mit Q-Typbauten, auch in Ziegelbauweise geschlossen. Die Wohnzeile 43–47 mit viergeschossigem Mauerwerksbau ist mit Vorgarten von der Straßenfront zurückgesetzt. Nummer 48 fehlt, dafür ist das Haus 48a in stilgleich an die bestehenden Häuser 49 und 50 dreigeschossig angepasst. Es bestehen an der Nordwestecke zur Großen Seestraße drei gleichartige Wohnblöcke (Schönstraße 57–57b, 58a–58c), als Nummer 58 ist ein kleiner Zusatzbau bezeichnet. Die dritte Zeile aus vier Wohnhäusern gehört zur Großen Seestraße. Die Grundstücke 64/65 blieben unbebaut und bilden eine 1500 m² Grünanlage. Das seit den 1930er Jahren vorhandene Wohnhaus 68 (dreigeschossig plus Dachgeschoss) ist in die Straßenfront der Viergeschosser eingebunden worden.
Nach 1995 wurde das „alte“, 1987/1988 rekonstruierte Krankenhaus geschlossen, es war vor 1900 auf Betreiben von Heinrich Feldtmann – dem ersten Gemeindevorsteher seit 1880 – durch Spendensammlung des Vaterländischen Frauenvereins errichtet worden. Mit der Schließung wurde es zum Ärztehaus (Poliklinik, inzwischen MVZ) umgestaltet. Auf dem Grundstück (des vormaligen Pferdemarktes) wurde 1997 daneben die Park-Klinik Weißensee als modernes Krankenhaus und Partnerklinik der Schlosspark-Klinik in Charlottenburg errichtet. In den 2010er Jahren wurde die Lücke am Mirbachplatz (Schönstraße 97) geschlossen. Für Fachärzte und medizinische Berufe wurden auf den Hintergrundstücken von 5–7 und 9–10 Praxisgebäude (Ärzte im Gründerviertel) erbaut und Praxisräume geschaffen, zudem finden sich Gewerberäume. Der Zugang zum Park am Kreuzpfuhl über Grundstück 8 ist verblieben, die Neubauten 9–15 mit 101 Eigentumswohnungen (Wohnen am Kreuzpfuhl durch Bayerische Hausbau) gegenüber der Parkklinik (ausgenommen das Holländerviertel) wurden Mitte der 2010er Jahre auf einer bestehenden Brachfläche bebaut. Die fünfgeschossige Wohnanlage (drei Gartenhäuser) besitzt Tiefgaragen und einen Wohnhof mit differenzierten Nutzungen. Die Schönstraße hat mit den Neubauten und den Lückenbauten der 1960er Jahre ihren Ausbauzustand 2015 erreicht.